# DCF法
割引キャッシュ・フロー法（わりびきキャッシュ・フローほう、英: discounted cash flow、DCF法）とは、資産が生み出すキャッシュ・フローの割引現在価値をもって、その理論価格とする方法。金融商品や不動産その他多様な投資プロジェクトの価値を算出する場合に用いられる。ただ DCF とだけいう場合も多い。

## 概要
この評価方法の本質は、ある収益資産を持ち続けたとき、それが生み出すキャッシュ・フローの割引現在価値をもって、その理論価格とすることにある。たとえば、株式ならば企業の将来キャッシュ・フローを一定の割引率を適用して割り引いた割引現在価値をもって理論株価とする。評価方法の種類別では、インカムアプローチと呼ばれる方法に区分される。
他の評価方法であるネットアセットアプローチによる清算価値をもとにした評価方法である簿価純資産法や修正簿価純資産法、マーケットアプローチによる類似資産の市場評価を用いるマルチプル法とは異なり、将来キャッシュ・フロー計画が高い確度で計算可能で、客観的に妥当な割引率を算出、適用できた場合には、他の方法では得られない個別資産の特殊性を踏まえた評価が可能となる方法とされる。
なお、企業価値 (株式価値) の評価業務では将来計画を含めた価値把握のため DCF 法が 1980 年代後半より次第に使われ始め、不動産鑑定においては 2002 年の不動産鑑定基準の改訂の際に正式に DCF 法が採用されるに至っている。一つの資産を対象にしているため、キャッシュフローが高い確度で導き出せる不動産においては適切な評価法であることは間違いがないが、極めて多数の要因からキャッシュフローを見積もるという不確実性の多い企業評価におけるDCF法は、企業価値を計るうえでの参考程度にしかならない。

## 算定法
例として企業株式を評価する。

### キャッシュフロー算定
企業の将来に渡るキャッシュフローは正確に予測できない。ゆえに将来に渡るフリー・キャッシュフローを推定する。
企業の中期経営計画（経営環境が予測可能な3年-5年計画）などに基づき、損益情報を加工してフリー・キャッシュフローを導く。損益情報をキャッシュフロー情報に変換する過程で、減価償却費や減損損失、引当金繰入額、資産の評価損など、会計上の見積もり要素を加えて計算された部分が排除されるため、数値の客観性や検証可能性が高まると考えられている。
正確な企業価値を算出する上でフリー・キャッシュフロー情報は長期間のデータが必要となるが、何年間分必要かは当該企業の属する業種の性質により異なる。フリー・キャッシュフロー予測期間が充分に確保できない場合、フリー・キャッシュフロー予測期間の最終事業年度の結果が、評価価値のほとんどを占める可能性が高いことや、そもそも最終事業年度の損益が赤字である場合にはマイナスの評価価値が算定されることなど、DCF 法の信頼性についてはフリー・キャッシュフロー予測期間の有限性の壁が指摘される。
また、売掛金の回収を猶予したり、買掛金を必要以上に減少させるなどの方法で損益に影響させずにキャッシュフローを操作することも比較的容易であり、株式の評価においては不適切であるという意見もある。

### 割引率算定
この将来キャッシュフロー予測を実施した後、そのキャッシュフローを適切な割引率を用いて現在価値に割戻して合計することで企業価値を求める。
一つの説によれば、適用割引率の選定基準は算定対象となる企業の加重平均資本コスト (WACC : 有利子負債コストに資本コストも加えたもので、一般に資本家は有利子負債の出し手よりリスクの高い株券に投資しているため要求コストは高いとされる) とされる。しかし、個々の資本家の要求する資本コストは多種多様であり、資本家の要求する資本コストを極端に高く見積もることで、逆に資本家の資産の現在価値を不当に低く評価することになるという矛盾も生じる。短期投資家の資本コストや、負債を利用して投資している投資家の資本コストは高い反面、信用力のある長期投資家の資本コストは小さい。資本コストは、各資本家の信用力にも影響するものであり、一律に資本コストとして算定することは出来ない。
株式価値算定に当たっては、有利子負債コストを割引率に加味するのでなく、将来フリーキャッシュフローから金利コストを差し引いたものを適切な資本コストで割り引くという方法を取るべきという説もある。（equity approach）

### 現在価値算定
求められた各年のキャッシュフローおよび割引率を用いて、総キャッシュフローの割引現在価値を求める（算出法は現在価値を参照）。会社は負債を抱えている場合がありこれは負の価値であるため、割引現在価値から評価時点の有利子負債残高を控除した額が企業の株主価値となる。

## 特性
DCF 法では前提条件に仮定を重ねるため結果の信頼性が不安定である。特にフリー・キャッシュフロー予測期間の最終事業年度の結果を適用割引率で割り返したターミナルバリューと呼ばれる価値部分が企業価値評価額全体に占める割合が高い場合には、価値予想の前提条件が厳密に提示されない限り、DCF法は信頼性を有さない。
特に将来フリー・キャッシュフロー予測と適用割引率予測はDCF法の信頼性を大きく左右する。しかし、多数の投資家が存在する株式の価値算定では公正な資本コストを求めることも難しく、企業の将来キャッシュフローを高い精度で見積もることも困難であるので、一般には株式の評価基準となっているとは言えない。

## 例

### 毎期キャッシュフローが一定率で成長するとき
通常の企業では、設備投資の増加に伴って、利益やキャッシュ・フローが増加していく方が自然である。キャッシュ・フローが成長率 g で伸び続けると仮定した場合、DCF法による現在価値は以下になる。
{\displaystyle P=\lim _{n\rightarrow \infty }\left\{{\frac {Y}{1+r}}+{\frac {(1+g)Y}{(1+r)^{2}}}+\cdots +{\frac {(1+g)^{n-1}Y}{(1+r)^{n}}}\right\}={\frac {Y}{r-g}}}
すなわち定率成長する企業の価値は、将来にわたり期待される一定のキャッシュ・フローを、(利子率－キャッシュ・フロー成長率) で除した値になる。大きな成長率が期待できるほど株価は高く評価される。

## 株価の変動要因の解釈
この仮定によれば、株価の変動要因は、2 つに区別される。
第一には、分子の将来のキャッシュフローの期待値の変化である。具体的には、キャッシュ・フローの期待値が一律 10 % 増加したとすると、株価もそれと同率に 10 % 上昇することが説明できる。たとえば、将来の決算予想が上方修正されたとき株価が上昇することは、この関係から理論的に説明できる。
第二には、分母の利子率の変化である。具体的には、利子率が上昇すると、株価はそれに反比例して下落することがわかる。
ただし、第二の関係は現実と一致しないこともある。というのも、利子率が上昇する局面で、株価も上昇することもたびたび観察されているからである。
これは、利子率が上昇する局面は資金需要が逼迫してくる景気拡大期であることが多く、その時には同時に分子のキャッシュ・フローに対する期待値も増加していることが多いからともいえる。したがって、分母が動くような利子率の変動期には、同時に分子が変動していないか注意しないと、株価の動向は正しく説明できない。